# Tahiti-ijsvogel
De Tahiti-ijsvogel (Todiramphus veneratus) is een vogel uit de familie Alcedinidae (ijsvogels).

## Verspreiding en leefgebied
Deze soort is endemisch op de Genootschapseilanden, een tropische eilandengroep van vulkanische oorsprong binnen de archipel van Frans-Polynesië en telt twee ondersoorten:
- T. v. veneratus: Tahiti.
- T. v. youngi: Moorea.

## Status
De grootte van de populatie is in 2022 geschat op 100.000-200.000 volwassen vogels. Op de Rode lijst van de IUCN heeft deze soort de status gevoelig.